# Rahotu
Rahotu est une localité située dans l’ouest de la région de Taranaki, dans l’Île du Nord de la Nouvelle-Zélande.

## Situation
Elle est localisée sur le trajet de la route nationale 45, à 16 kilomètres au nord de la ville d’Opunake et à 11 km au sud de la ville de Warea  , .

## Population
La population était de 249 habitants en 2006 lors du recensement, en diminution de 48 résidents par rapport à 2001 .

## Éducation
L’école de Rahotu School, fondée en 1884, est une école publique, mixte, assurant le primaire accueillant les enfants de l’année 1 à 8 avec un taux de décile de 6 et un effectif de 166 élèves ,.